# Chiesa di San Giovanni Battista a Cerreto
La chiesa di San Giovanni Battista è un edificio religioso che si trova a Cerreto, nel comune di Borgo a Mozzano. 

## Storia e descrizione
La chiesa venne costruita nel 1349, in origine come piccolo oratorio per il borgo a valle della pieve di Cerreto dedicato ai Ss. Ippolito e Cassiano. Nel 1582 la chiesa del borgo eredita il titolo di pieve e la dedica a san Giovanni Battista da quella soppressa collocata a monte del borgo.
Tra 1669 e 1670 la chiesa venne ingrandita cambiandone anche l’orientamento classico, tanto che la facciata della precedente chiesa corrisponde oggi alla parete laterale sinistra dell'attuale. L'antica dedicazione viene conservata solo in un altare laterale.
Nel 1925 la chiesa venne completamente rinnovata nell'apparato decorativo.
La semplice facciata intonacata presenta un unico portale del XVII secolo. A lato di essa è il campanile merlato in pietra.
L'interno conserva, tra altre opere, una importante scultura lignea proveniente dalla pieve a Cerreto, raffigurante la Madonna in trono col Bambino, purtroppo mancante della policromia e soprattutto parzialmente danneggiata anche nel modellato. Nonostante queste condizioni, delll'altorilievo (la figura in legno di tiglio è scavata sul retro) si nota l'alta qualità nel connubio tra la concretezza plastica nella resa della figura e la fine ed accurata resa dei panneggi. Il sodo, classicheggiante, plasticismo delle teste, unito all'eleganza calligrafica della resa delle capigliature, la realistica, acuta espressività dei volti, il lieve movimento delle figure, trovano riscontri nell'opera di Francesco di Valdambrino e giustificano l'attribuzione al maestro senese, documentato a Lucca dal 1398. La presente opera potrebbe datarsi tra 1403 e 1405 circa.